# Лоха (комарка)
Лоха (исп. Comarca de Loja) — район (комарка) в Испании, входит в провинцию Гранада в составе автономного сообщества Андалусия. Расположен на северо-западе провинции, обшей площадью 1305 км². Население — 60 991 человек, плотность 47 чел/км² (2019).
Район состоит из десяти муниципалитетов, из которых самым густонаселенным и обширным является Лоха.

## Муниципалитеты
1. Альгаринехо
2. Уэтор-Тахар
3. Ильора
4. Лоха (Гранада)
5. Моклин
6. Монтефрио
7. Мораледа-де-Сафайона
8. Салар (Гранада)
9. Вильянуэва-Месиа
10. Сагра (Гранада)

1. ↑  https://www.ine.es/dynt3/inebase/index.htm?padre=525